# Eerste divisie 1974/75
Het seizoen 1974/75 van de Nederlandse Eerste divisie had N.E.C. als kampioen. De club uit Nijmegen promoveerde daarmee naar de Eredivisie. In de nacompetitie pakte Eindhoven de tweede plek in de Eredivisie.

## Eerste divisie

### Deelnemende teams
| Club               | Plaats           | Accommodatie           | Capaciteit | Trainer                             |
| ------------------ | ---------------- | ---------------------- | ---------- | ----------------------------------- |
| Eindhoven          | Eindhoven        | Aalsterweg             | 27.000     | Rinus Gosens                        |
| FC Den Bosch '67   | 's-Hertogenbosch | De Vliert              | 25.000     | Nol de Ruiter                       |
| FC Dordrecht       | Dordrecht        | Krommedijk             | 12.000     | Hans Alleman Cor van der Gijp       |
| FC Groningen       | Groningen        | Oosterpark             | 17.500     | Ron Groenewoud                      |
| FC Vlaardingen '74 | Vlaardingen      | Floreslaan             | 12.000     | Jan van Baaren                      |
| FC VVV             | Venlo            | De Koel                | 20.000     | Rob Baan                            |
| FSC                | Sittard          | De Baandert            | 20.000     | Cor Brom                            |
| Heerenveen         | Heerenveen       | Gemeentelijk Sportpark | 15.000     | Lászlo Zalai                        |
| Helmond Sport      | Helmond          | De Braak               | 12.000     | Evert Mur                           |
| Heracles '74       | Almelo           | Bornsestraat           | 20.000     | Ron Dellow                          |
| N.E.C.             | Nijmegen         | Goffertstadion         | 29.000     | Piet de Visser                      |
| PEC Zwolle         | Zwolle           | Oosterenkstadion       | 15.000     | Friedrich Donenfeld en Jan Verhaert |
| SC Amersfoort      | Amersfoort       | Birkhoven              | 10.000     | Nico van Miltenburg                 |
| SC Cambuur         | Leeuwarden       | Cambuurstadion         | 16.000     | Leo Beenhakker                      |
| SC Veendam         | Veendam          | De Langeleegte         | 13.000     | Arie Stehouwer                      |
| SVV                | Schiedam         | Harga                  | 10.000     | Bob Maaskant                        |
| Vitesse            | Arnhem           | Nieuw-Monnikenhuize    | 18.000     | Ned Bulatović                       |
| Volendam           | Volendam         | Julianastraat          | 15.000     | Bruin Steur                         |
| Willem II          | Tilburg          | Gemeentelijk Sportpark | 20.000     | Jan Brouwer                         |

### Eindstand
| pos | club               | gs | w  | g  | v  | pnt | dv | dt | ds  |
| --- | ------------------ | -- | -- | -- | -- | --- | -- | -- | --- |
| 1.  | N.E.C.             | 36 | 15 | 18 | 3  | 48  | 50 | 23 | 27  |
| 2.  | FC Groningen       | 36 | 21 | 6  | 9  | 48  | 63 | 40 | 23  |
| 3.  | Vitesse            | 36 | 18 | 9  | 9  | 45  | 64 | 40 | 24  |
| 4.  | PEC Zwolle         | 36 | 17 | 11 | 8  | 45  | 50 | 35 | 15  |
| 5.  | FC VVV             | 36 | 15 | 13 | 8  | 43  | 59 | 30 | 29  |
| 6.  | Eindhoven          | 36 | 16 | 11 | 9  | 43  | 59 | 37 | 22  |
| 7.  | Heerenveen         | 36 | 17 | 8  | 11 | 42  | 47 | 34 | 13  |
| 8.  | Volendam           | 36 | 15 | 8  | 13 | 38  | 56 | 46 | 10  |
| 9.  | Fortuna SC         | 36 | 15 | 8  | 13 | 38  | 44 | 35 | 9   |
| 10. | FC Den Bosch '67   | 36 | 11 | 14 | 11 | 36  | 41 | 48 | -7  |
| 11. | SC Heracles '74    | 36 | 11 | 13 | 12 | 35  | 49 | 56 | -7  |
| 12. | SC Amersfoort      | 36 | 9  | 12 | 15 | 30  | 37 | 46 | -9  |
| 13. | SC Cambuur         | 36 | 10 | 10 | 16 | 30  | 43 | 57 | -14 |
| 14. | Willem II          | 36 | 12 | 5  | 19 | 29  | 42 | 51 | -9  |
| 15. | SVV                | 36 | 9  | 10 | 17 | 28  | 34 | 52 | -18 |
| 16. | FC Vlaardingen '74 | 36 | 10 | 8  | 18 | 28  | 34 | 56 | -22 |
| 17. | FC Dordrecht       | 36 | 9  | 9  | 18 | 27  | 40 | 60 | -20 |
| 18. | Helmond Sport      | 36 | 9  | 9  | 18 | 27  | 28 | 49 | -21 |
| 19. | Veendam            | 36 | 9  | 6  | 21 | 24  | 31 | 76 | -45 |

#### Legenda
| Kleur | Kwalificatie voor                             |
| ----- | --------------------------------------------- |
|       | Promotie naar de Eredivisie                   |
|       | Nacompetitie voor promotie naar de Eredivisie |

### Uitslagen
|                    | AME   | DBO   | CAM   | DOR   | EVV   | FOR   | GRO   | HEE   | HSP   | HER   | NEC   | PEC   | SVV   | VEE   | VIT   | VLA   | VOL   | VVV   | WIL   |
| ------------------ | ----- | ----- | ----- | ----- | ----- | ----- | ----- | ----- | ----- | ----- | ----- | ----- | ----- | ----- | ----- | ----- | ----- | ----- | ----- |
| SC Amersfoort      |       | 0 – 0 | 1 – 1 | 2 – 0 | 1 – 4 | 1 – 2 | 0 – 0 | 2 – 1 | 1 – 2 | 1 – 1 | 1 – 1 | 1 – 1 | 1 – 0 | 3 – 1 | 1 – 2 | 0 – 1 | 4 – 2 | 2 – 1 | 0 – 1 |
| FC Den Bosch '67   | 1 – 0 |       | 2 – 1 | 2 – 1 | 2 – 2 | 1 – 2 | 0 – 0 | 0 – 2 | 2 – 1 | 2 – 2 | 1 – 1 | 3 – 1 | 1 – 0 | 2 – 2 | 1 – 1 | 2 – 0 | 2 – 3 | 0 – 0 | 1 – 0 |
| SC Cambuur         | 1 – 1 | 0 – 0 |       | 3 – 0 | 0 – 3 | 2 – 3 | 1 – 4 | 1 – 0 | 1 – 3 | 2 – 0 | 0 – 0 | 1 – 3 | 3 – 1 | 4 – 0 | 3 – 2 | 3 – 1 | 0 – 0 | 2 – 1 | 2 – 2 |
| FC Dordrecht       | 2 – 1 | 0 – 1 | 2 – 0 |       | 1 – 0 | 0 – 1 | 1 – 2 | 1 – 0 | 2 – 2 | 1 – 1 | 1 – 2 | 1 – 2 | 2 – 1 | 6 – 0 | 0 – 4 | 4 – 1 | 0 – 2 | 1 – 1 | 2 – 1 |
| Eindhoven          | 2 – 1 | 1 – 1 | 0 – 1 | 3 – 0 |       | 1 – 0 | 4 – 1 | 1 – 1 | 3 – 0 | 8 – 0 | 1 – 2 | 5 – 3 | 1 – 0 | 1 – 0 | 1 – 1 | 3 – 0 | 3 – 2 | 0 – 0 | 0 – 1 |
| Fortuna SC         | 2 – 0 | 1 – 1 | 2 – 2 | 0 – 0 | 2 – 2 |       | 1 – 2 | 0 – 1 | 1 – 0 | 2 – 0 | 0 – 1 | 0 – 2 | 0 – 0 | 1 – 1 | 2 – 0 | 1 – 2 | 5 – 0 | 1 – 1 | 4 – 0 |
| FC Groningen       | 3 – 1 | 3 – 0 | 3 – 0 | 4 – 1 | 0 – 0 | 1 – 0 |       | 2 – 0 | 1 – 0 | 5 – 0 | 2 – 1 | 2 – 1 | 6 – 1 | 5 – 1 | 0 – 0 | 3 – 0 | 0 – 1 | 2 – 0 | 2 – 1 |
| Heerenveen         | 2 – 4 | 0 – 2 | 1 – 0 | 1 – 0 | 1 – 1 | 1 – 0 | 4 – 1 |       | 0 – 0 | 2 – 0 | 2 – 1 | 0 – 1 | 3 – 2 | 2 – 0 | 0 – 1 | 3 – 1 | 1 – 1 | 3 – 1 | 0 – 0 |
| Helmond Sport      | 0 – 2 | 0 – 2 | 3 – 2 | 1 – 1 | 0 – 1 | 0 – 3 | 1 – 1 | 0 – 1 |       | 0 – 0 | 2 – 2 | 2 – 1 | 1 – 0 | 1 – 0 | 1 – 3 | 0 – 1 | 2 – 1 | 1 – 1 | 3 – 0 |
| SC Heracles '74    | 1 – 0 | 4 – 1 | 1 – 1 | 2 – 2 | 3 – 1 | 0 – 1 | 3 – 1 | 3 – 3 | 1 – 0 |       | 0 – 0 | 0 – 0 | 0 – 0 | 4 – 0 | 1 – 0 | 1 – 0 | 1 – 1 | 3 – 2 | 5 – 1 |
| N.E.C.             | 0 – 1 | 3 – 1 | 1 – 0 | 4 – 0 | 2 – 2 | 2 – 0 | 2 – 0 | 0 – 0 | 0 – 0 | 2 – 2 |       | 3 – 0 | 4 – 0 | 0 – 0 | 2 – 0 | 1 – 0 | 1 – 0 | 1 – 1 | 0 – 0 |
| PEC Zwolle         | 1 – 1 | 1 – 1 | 1 – 0 | 2 – 1 | 2 – 1 | 3 – 1 | 0 – 1 | 1 – 1 | 2 – 0 | 3 – 1 | 0 – 0 |       | 0 – 0 | 6 – 0 | 3 – 1 | 2 – 2 | 2 – 0 | 0 – 0 | 1 – 0 |
| SVV                | 1 – 1 | 1 – 1 | 4 – 1 | 0 – 0 | 1 – 1 | 3 – 0 | 1 – 0 | 0 – 1 | 1 – 0 | 3 – 1 | 1 – 1 | 0 – 0 |       | 2 – 1 | 1 – 0 | 1 – 1 | 0 – 4 | 2 – 3 | 2 – 1 |
| Veendam            | 2 – 1 | 2 – 0 | 0 – 1 | 1 – 1 | 1 – 2 | 2 – 1 | 0 – 1 | 0 – 3 | 3 – 0 | 2 – 1 | 0 – 4 | 0 – 1 | 2 – 1 |       | 2 – 1 | 1 – 2 | 1 – 0 | 0 – 3 | 3 – 1 |
| Vitesse            | 2 – 0 | 4 – 1 | 3 – 1 | 1 – 4 | 1 – 0 | 2 – 1 | 6 – 2 | 2 – 1 | 0 – 0 | 4 – 3 | 3 – 3 | 2 – 0 | 3 – 0 | 1 – 1 |       | 4 – 0 | 0 – 0 | 1 – 1 | 1 – 0 |
| FC Vlaardingen '74 | 4 – 0 | 3 – 1 | 1 – 1 | 2 – 2 | 1 – 0 | 0 – 0 | 0 – 0 | 0 – 1 | 2 – 0 | 1 – 0 | 0 – 0 | 0 – 1 | 1 – 3 | 1 – 1 | 1 – 4 |       | 2 – 4 | 0 – 3 | 1 – 2 |
| Volendam           | 1 – 1 | 5 – 3 | 1 – 1 | 1 – 0 | 0 – 0 | 0 – 1 | 0 – 1 | 3 – 2 | 2 – 0 | 2 – 3 | 1 – 1 | 0 – 1 | 2 – 1 | 4 – 0 | 2 – 1 | 3 – 1 |       | 3 – 2 | 1 – 2 |
| FC VVV             | 0 – 0 | 0 – 0 | 4 – 0 | 5 – 0 | 5 – 0 | 1 – 2 | 4 – 0 | 2 – 1 | 4 – 0 | 1 – 0 | 1 – 1 | 1 – 1 | 2 – 0 | 4 – 0 | 0 – 0 | 1 – 0 | 1 – 0 |       | 2 – 0 |
| Willem II          | 0 – 0 | 1 – 0 | 3 – 1 | 4 – 0 | 0 – 1 | 0 – 1 | 4 – 2 | 0 – 2 | 1 – 2 | 1 – 1 | 0 – 1 | 3 – 1 | 3 – 0 | 5 – 1 | 1 – 3 | 0 – 1 | 0 – 4 | 3 – 0 |       |

## Topscorers
| #  | Naam            | Club         | Goal |
| -- | --------------- | ------------ | ---- |
| 1. | Herman Heskamp  | PEC Zwolle   | 21   |
| 2. | Ab Gritter      | FC Groningen | 20   |
| 3. | Johan Toonstra  | Heerenveen   | 19   |
| 4. | Henk Bosveld    | Vitesse      | 16   |
| 5. | Dick Hoogmoed   | FC Dordrecht | 15   |
| 6. | Peter Prauser   | Fortuna SC   | 14   |
| 7. | Anton Jacobs    | Eindhoven    | 13   |
|    | Jan Hoogendoorn | N.E.C.       | 13   |
|    | Boško Bursać    | Vitesse      | 13   |
|    | Mikan Jovanovic | FC VVV       | 13   |

## Nacompetitie

### Eindstand
| pos | club         | gs | w | g | v | pnt | dv | dt | ds  |
| --- | ------------ | -- | - | - | - | --- | -- | -- | --- |
| 1.  | Eindhoven    | 6  | 5 | 0 | 1 | 10  | 16 | 5  | 11  |
| 2.  | FC Groningen | 6  | 3 | 0 | 3 | 6   | 10 | 9  | 1   |
| 3.  | Vitesse      | 6  | 2 | 0 | 4 | 4   | 12 | 13 | -1  |
| 4.  | PEC Zwolle   | 6  | 2 | 0 | 4 | 4   | 3  | 14 | -11 |

### Legenda
| Kleur | Kwalificatie voor           |
| ----- | --------------------------- |
|       | Promotie naar de Eredivisie |

### Uitslagen
|              | EVV   | GRO   | PEC   | VIT   |
| ------------ | ----- | ----- | ----- | ----- |
| Eindhoven    |       | 4 – 1 | 1 – 0 | 2 – 1 |
| FC Groningen | 1 – 0 |       | 0 – 1 | 5 – 2 |
| PEC Zwolle   | 0 – 4 | 1 – 3 |       | 1 – 0 |
| Vitesse      | 2 – 5 | 1 – 0 | 6 – 0 |       |

SC Amersfoort ·
FC Den Bosch '67 ·
SC Cambuur ·
FC Dordrecht ·
Eindhoven ·
Fortuna SC ·
FC Groningen ·
Heerenveen ·
Helmond Sport ·
Heracles ·
N.E.C. ·
PEC Zwolle ·
SVV ·
SC Veendam ·
Vitesse ·
FC Vlaardingen '74 ·
Volendam ·
FC VVV ·
Willem II
Eerste klasse

1955/56

Eerste divisie

1956/57 · 1957/58 · 1958/59 · 1959/60 · 1960/61 · 1961/62 · 1962/63 · 1963/64 · 1964/65 · 1965/66 · 1966/67 · 1967/68 · 1968/69 · 1969/70 · 1970/71 · 1971/72 · 1972/73 · 1973/74 · 1974/75 · 1975/76 · 1976/77 · 1977/78 · 1978/79 · 1979/80 · 1980/81 · 1981/82 · 1982/83 · 1983/84 · 1984/85 · 1985/86 · 1986/87 · 1987/88 · 1988/89 · 1989/90 · 1990/91 · 1991/92 · 1992/93 · 1993/94 · 1994/95 · 1995/96 · 1996/97 · 1997/98 · 1998/99 · 1999/00 · 2000/01 · 2001/02 · 2002/03 · 2003/04 · 2004/05 · 2005/06 · 2006/07 · 2007/08 · 2008/09 · 2009/10 · 2010/11 · 2011/12 · 2012/13 · 2013/14 · 2014/15 · 2015/16 · 2016/17 · 2017/18 · 2018/19 · 2019/20 · 2020/21 · 2021/22 · 2022/23 · 2023/24 · 2024/25

Eredivisie · Eerste divisie · Johan Cruijff Schaal · KNVB Beker · Play-offs